# صدف قلبی
صدف قلبی یا صدف هامِلین (نام علمی: Fragum erugatum) نام یک گونه از تیره صدف راه‌راه است. این گونه صدف در سواحل و استرالیای غربی یافت می‌شود. این گونه اندازه اش حدود ۱۴ میلی‌متر است.